# Long Thạnh, An Giang
Long Thạnh là một xã thuộc huyện Giồng Riềng, tỉnh Kiên Giang, Việt Nam.

## Địa lý
Xã Long Thạnh nằm ở phía tây huyện Giồng Riềng, có vị trí địa lý:
- Phía đông giáp thị trấn Giồng Riềng và các xã Vĩnh Thạnh, Bàn Thạch
- Phía tây, nam giáp huyện Gò Quao
- Phía bắc giáp huyện Châu Thành.

Xã Long Thạnh có diện tích 44,23 km², dân số năm 2020 là 18.416 người, mật độ dân số đạt 416 người/km².

## Hành chính
Xã Long Thạnh được chia thành 10 ấp: Bến Nhất, Cây Bàng, Cỏ Khía, Đồng Tràm, Đường Gỗ Lộ, Đường Gỗ Vàm, Đường Xuồng, Năm Hải, Ngã Con, Xẻo Chác.

## Lịch sử
Sau năm 1975, Long Thạnh là một xã thuộc huyện Giồng Riềng.
Ngày 27 tháng 9 năm 1983, Hội đồng Bộ trưởng ban hành Quyết định số 107-HĐBT về việc chia xã Long Thạnh thành 2 xã lấy tên là xã Long Thạnh và xã Long An.
Ngày 31 tháng 5 năm 1991, Ban Tổ chức Chính phủ ban hành Quyết định số 288-TCCP về việc sáp nhập xã Long An vào xã Long Thạnh.